# Силла, Идрисса
Идрисса́ Силла́ (фр. Idrissa Sylla; 3 декабря 1990, Конакри, Гвинея) — футболист, нападающий. Выступал за сборную Гвинеи.

## Клубная карьера
С 2008 года Идрисса занимался футболом в академии французского «Ле-Мана».
Перед началом сезона 2009/10 Силла был переведён в основную команду, но ни одного матча за сезон не провёл. На следующий год гвинеец был отдан в аренду в «Бастию», выступавшую в Лиге 3. Свой дебютный матч Силла провёл 7 августа 2010 года против «Амьена». 28 сентября 2010 забил первый мяч в профессиональной карьере в ворота «Кольмара». За сезон в «Бастии» Силла принял участие в 27 матчах чемпионата, забил 7 мячей, а его клуб, заняв первое место в Лиге 3, получил право выступать в Лиге 2.
Вернувшись из аренды, Идрисса дебютировал за «Ле-Ман» в матче 2 тура сезона 2011/12. 18 января 2012 года Силла сделал дубль в гостевом матче с «Седаном». Идрисса, забив за сезон 9 мячей в 25 матчах, вместе с Идиром Уали стал лучшим бомбардиром команды.
Осенью 2013 года Силла перешёл в бельгийский «Зюлте-Варегем». Сумма трансфера составила 150,000 €. В Лиге Жюпиле Силла дебютировал 15 сентября 2013 года в игре против «Генка». В следующем туре нападающий сумел отметиться забитым голом. В октябре 2013 года впервые принял участие в матчах еврокубков, выйдя на замену в матче группового этапа Лиге Европы с казанским «Рубином».

## Карьера в сборной
За сборную Гвинеи Аденон выступает с 2008 года. Принял участие в 1 матче отборочного турнира к Чемпионату мира 2014, выйдя на замену в матче с Зимбабве. Гвинея не смогла квалифицироваться в финальную часть соревнований.